# Хеканефер
Хеканефер — древнеегипетский чиновник Нового царства при фараоне Тутанхамоне, также местный губернатор с титулом Глава Миама (wr n miam). В период XVIII династии Нового царства египетские правители завоевали Нижнюю Нубию. Чтобы обеспечить контроль над новым регионом, они назначали из местной элиты губернаторов. Город Миам (современная Аниба) в Нижней Нубии был региональным центром и столицей нубийских провинций. Здесь также проживал Глава Миама.
Хеканефер известен по своей плохо сохранившейся гробнице в Тошке, где он изображён египтянином. Хеканефер также изображён в гробнице Царского сына Куша Аменхотепа Хеви (ТТ40) в составе нубийской делегации и показан темнокожим нубийцем в нубийской одежде. Царский сын Куша, очевидно, был высшим должностным лицом в нубийских провинциях, тогда как Хеканефер находился в его подчинении. Другие нубийские чиновники также показаны в гробнице, но лишь Хеканефер назван, что обозначает его значимость. Два различных изображения Хеканефера вызывают дискуссии в египтологии о его личности.